# Charles Lyell
Charles Lyell  (Kinnordy, Forfarshire, 14 de novembro de 1797 — Londres, 22 de fevereiro de 1875) foi um advogado e geólogo britânico, considerado como o grande popularizador do uniformitarianismo.

## Biografia
Charles Lyell (pronuncia-se AFI: [lahy-uhl]) nasceu na Escócia, sendo o mais velho de dez irmãos. Seu pai, também chamado Charles, foi um botânico de reputação ínfima e o primeiro a expor o jovem Charles ao estudo da natureza. Tendo entrado no Exeter College, Oxford, e terminando em 1816, Lyell encontrou a geologia como uma profissão séria, com o apoio de William Buckland. Graduado, ele desviou-se profissionalmente e exerceu o direito, mas teve a geologia como hobby. Seu primeiro artigo, "On a Recent Formation of Freshwater Limestone in Forfarshire", foi apresentado em 1822. Por volta de 1827, ele tinha abandonado a lei e embarcou em uma carreira com a Geologia, que resultaria em uma aceitação difundida das ideias propostas por James Hutton algumas décadas antes.
Seu trabalho específico mais importante foi no campo da estratigrafia. Em 1828, ele viajou para o sul da França e para a Itália, onde ele percebeu que o estrato recente poderia ser categorizado de acordo com o número e a proporção de conchas marinhas contidas nas rochas. Baseado nisso, ele propôs a divisão do período Terciário em três partes, as quais ele denominou de Plioceno, Mioceno, e Eoceno.
De 1830 a 1833 seu multi-volume "Principles of Geology (Princípios de Geologia)" foi publicado. O subtítulo do trabalho era "An Attempt to Explain the Former Changes of the Earth's Surface by Reference to Causes now in Operation" ( "Uma Tentativa em Explicar as Mudanças Formadoras da Superfície da Terra por Referência a Causas agora em Operação"), e isso explicava o impacto de Lyell na ciência. Ele foi, juntamente com John Playfair, o maior advogado da ideia então controversa do uniformitarianismo, de que a terra foi moldada praticamente inteiramente por forças lentas agindo por um longo período de tempo, contrastando com o catastrofismo, uma ideia que postulava que a maior parte das modificações eram abruptas, pela idade da Terra inferida através da cronologia da bíblia. Em várias edições revisadas (vinte, ao todo, até 1872), "Principles of Geology" foi o trabalho geológico mais influente no meio do século XIX, e foi essencial para dar a Geologia um embsamento moderno. Pelos seus esforços, ele foi condecorado em 1848, então, recebeu o título de Barão em 1864.
Durante a década de 1840 viajou aos Estados Unidos e Canadá, o que resultou na escrita de dois livros populares sobre viagem e geologia:  "Travels in North America (Viagens na América do Norte)" (1845) e "A Second Visit to the United States (Uma Segunda Visita aos EUA)" (1849).
Charles Darwin foi um amigo próximo, e Lyell foi um dos primeiros cientistas proeminentes a apoiar "The Origin of Species (A Origem das Espécies)" — apesar de ele nunca ter aceitado inteiramente a seleção natural como o agente por trás da evolução. De fato, Lyell foi subserviente ao concordar pacificamente com a co-publicação da teoria da seleção natural por Darwin e Alfred Russel Wallace em 1858, após ambos terem descoberto independentemente. "The Geological Evidence of the Antiquity of Man (A Evidência Geológica da Antigüidade do Homem)" de Lyell foi publicada alguns anos depois em 1863.
Foi laureado com a Medalha Copley em 1858 e a Medalha Wollaston em 1866.
Desde sua morte, em 1875, encontra-se enterrado na Abadia de Westminster.
A cratera de Lyell na Lua e uma cratera em Marte foram nomeadas em sua homenagem.

### Contributo de Lyell e Malthus para a biologia
Charles Lyell e Thomas Malthus, indirectamente, contribuíram para a biologia de tal maneira que, a biologia por ser o que é hoje. Charles Lyell (geólogo) e Thomas Malthus (economista) escreveram artigos que influenciaram de todas as maneiras a evolução da Biologia da época. Lyell com os seus estudos que o levaram a formar a teoria Uniformitarista, "a superfície da Terra teria sido sempre alterada de forma gradual, tendo por agentes forças naturais conhecidas, tais como a chuva, a neve, a erosão, a deposição, a sedimentação, o vento etc.".Thomas Malthus por seu lado, escreveu artigos relacionados com o crescimento das populações, artigos relacionados com a economia, mostrando uma ligação directa entre os habitantes do nosso planeta e os alimentos restantes.
Estas teorias, que à primeira vista em nada se ligam à Biologia, afectaram directamente a Teoria de Darwin. Lyell e Malthus têm lugar de destaque nas bases da teoria dado que a teoria uniformitarista, que Darwin aceitou como a mais correcta, ia contra a teoria instaurada na altura, a catastrofista, e se Darwin seguisse as bases de tal teoria, toda a sua explicação evolutiva não teria sentido. Malthus, com os seus ensaios numericamente "económicos" sobre alimentos restantes e animais existentes (população humana), elucidou Darwin, pois se a população humana crescia de maneira geométrica, e os recursos naturais e alimentares de maneira apenas aritmética, o mesmo se devia ter passado tempo atrás, e algo fez com que os recursos não se extinguissem, mantendo-se num nível moderadamente estável.
Charles Lyell e Thomas Malthus influenciaram e elucidaram Charles Darwin para a construção de sua Teoria Evolucionista, e portanto, mesmo não estando ligados à Biologia, as suas pesquisas tiveram um impacto gigantesco em toda a comunidade científica, alterando a maneira de ver a própria "biologia".